# Igor' Nikulin
Igor' Jur'evič Nikulin (in russo Игорь Юрьевич Никулин?; Mosca, 14 agosto 1960 – San Pietroburgo, 7 novembre 2021) è stato un martellista russo, fino al 1991 sovietico.

## Palmarès

### Olimpiadi
- 1 medaglia[2]:
  - 1 bronzo (Barcellona 1992)

### Europei
- 3 medaglie[3]:
  - 1 argento (Atene 1982)
  - 2 bronzi (Stoccarda 1986; Spalato 1990)

### Coppa del mondo
- 1 medaglia[2]:
  - 1 argento (L'Avana 1992)

### Giochi dell'Amicizia
- 1 medaglia[3]:
  - 1 argento (Mosca 1984)

### Goodwill Games
- 1 medaglia[3]:
  - 1 bronzo (Seattle 1990)

### Europei under 20
- 1 medaglia[3]:
  - 1 oro (Bydgoszcz 1979)